# Flixton, Lothingland
Flixton är en civil parish i distriktet East Suffolk i Storbritannien.   Den ligger i grevskapet Suffolk och riksdelen England, i den sydöstra delen av landet, 170 km nordost om huvudstaden London. Orten har 48 invånare (2001). Byn nämndes i Domedagsboken (Domesday Book) år 1086, och kallades då Flixtuna.